# Goera kausalya
Goera kausalya är en nattsländeart som beskrevs av Schmid 1991. Goera kausalya ingår i släktet Goera och familjen grusrörsnattsländor. Inga underarter finns listade i Catalogue of Life.